# Coelorinchus pseudoparallelus
Coelorinchus pseudoparallelus är en fiskart som beskrevs av Trunov, 1983. Coelorinchus pseudoparallelus ingår i släktet Coelorinchus och familjen skolästfiskar. Inga underarter finns listade i Catalogue of Life.